# ذاكرات
جمعية ذاكرات، تهدف جمعية «ذاكرات» إلى الاعتراف بالمسؤولية الأخلاقية عن الغبن الذي ألحقته إسرائيل كما ترى الجمعية ومؤسساتها بالشعب الفلسطيني، والعمل من أجل تحقيق عودة اللاجئين واللاجئات الفلسطينيين إلى أراضيهم ومساكنهم.

## من فعاليات الجمعية
تنظيم جولات إلى القرى الفلسطينية المدمرة عام 1948 بمشاركة وإرشاد السكان الأصليين لهذه القرى، وتقوم بنصب لافتات على أنقاض القرى المدمّرة، وتعمل على نشر ثقافة عن تاريخ وجغرافية النكبة وتسعى إلى نقلها إلى اللغة العبرية، وتهتم ببناء وتطوير مركز معلومات وتوفير خرائط حول النكبة، وتحاول تطوير وسائل تربوية وتعليمية في هذا الشأن. كما تقوم بتنظيم مظاهرات وتشارك في فعاليات وبرامج موازية بادرت إليها جمعيات اللاجئين الأخرى.
تؤمن جمعية ذاكرات بأن كشف تفاصيل النكبة باللغة العبرية وطرحها أمام من الشعب اليهودي سيغير الخطاب السياسي في المنطقة برمتها، وسيساهم في الوصول إلى حل عادل.

## وصلات خارجية
موقع الجمعية على الإنترنت